# سودجان
سودجان (بالفارسية: سودجان) هي مدينة تقع في إيران في Laran District. يقدر عدد سكانها بـ 5,415 نسمة .